# Nieul-le-Virouil
Nieul-le-Virouil är en kommun i departementet Charente-Maritime i regionen Nouvelle-Aquitaine i västra Frankrike. Kommunen ligger  i kantonen Mirambeau som ligger i arrondissementet Jonzac. År 2022 hade Nieul-le-Virouil 577 invånare.

## Befolkningsutveckling
Antalet invånare i kommunen Nieul-le-Virouil
Referens:INSEE